# Moyencourt-lès-Poix
Moyencourt-lès-Poix település Franciaországban, Somme megyében. Lakosainak száma 165 fő (2022. január 1.). Moyencourt-lès-Poix Blangy-sous-Poix, Bussy-lès-Poix, Courcelles-sous-Moyencourt, Croixrault, Famechon, Frémontiers, Namps-Maisnil és Quevauvillers községekkel határos.

## Népesség
A település népességének változása:
| Lakosok száma | 168  | 176  | 182  | 181  | 182  | 183  | 177  | 171  | 165  |
|               | 2013 | 2015 | 2016 | 2017 | 2018 | 2019 | 2020 | 2021 | 2022 |